# Echeneis
Genre
Echeneis est un genre de poissons de l'ordre des Perciformes.

## Liste d'espèces
Selon FishBase & ITIS & WRMS :
- Echeneis naucrates Linnaeus, 1758 - rémora fuselé, rémora rayé ou rémora commun
- Echeneis neucratoides Zuiew, 1786 - rémora blanc